# الممثلة (فلم)
الممثلة (بالإنجليزية: The Actress) هو فيلم أمريكي كوميدي-درامي صدر عام 1953، من إخراج جورج كوكور وتأليف روث غوردون وبطولة: جين سيمونز، سبنسر تريسي، تيريزا رايت، و أنثوني بيركينز.

## طاقم التمثيل
- سبنسر تريسي بدور كلينتون جونز
- جين سيمونز بدور روث غوردون جونز
- تيريزا رايت بدور آني جونز
- أنثوني بيركينز بدور فريد وايتمارش
- إيان وولف بدور السيد. باغلي
- كاي ويليامز بدور هيزل دون
- ماري ويكس[الإنجليزية] بدور إيما غلافي
- نورما جين نيلسون[الإنجليزية] بدور آنا ويليامز
- دون بيندر بدور كاثرين فوليتس
- جاكي كوجان بدور إينوبورتون

## وصلات خارجية
- مقالات تستعمل روابط فنية بلا صلة مع ويكي بيانات